# Yixing-Teekanne

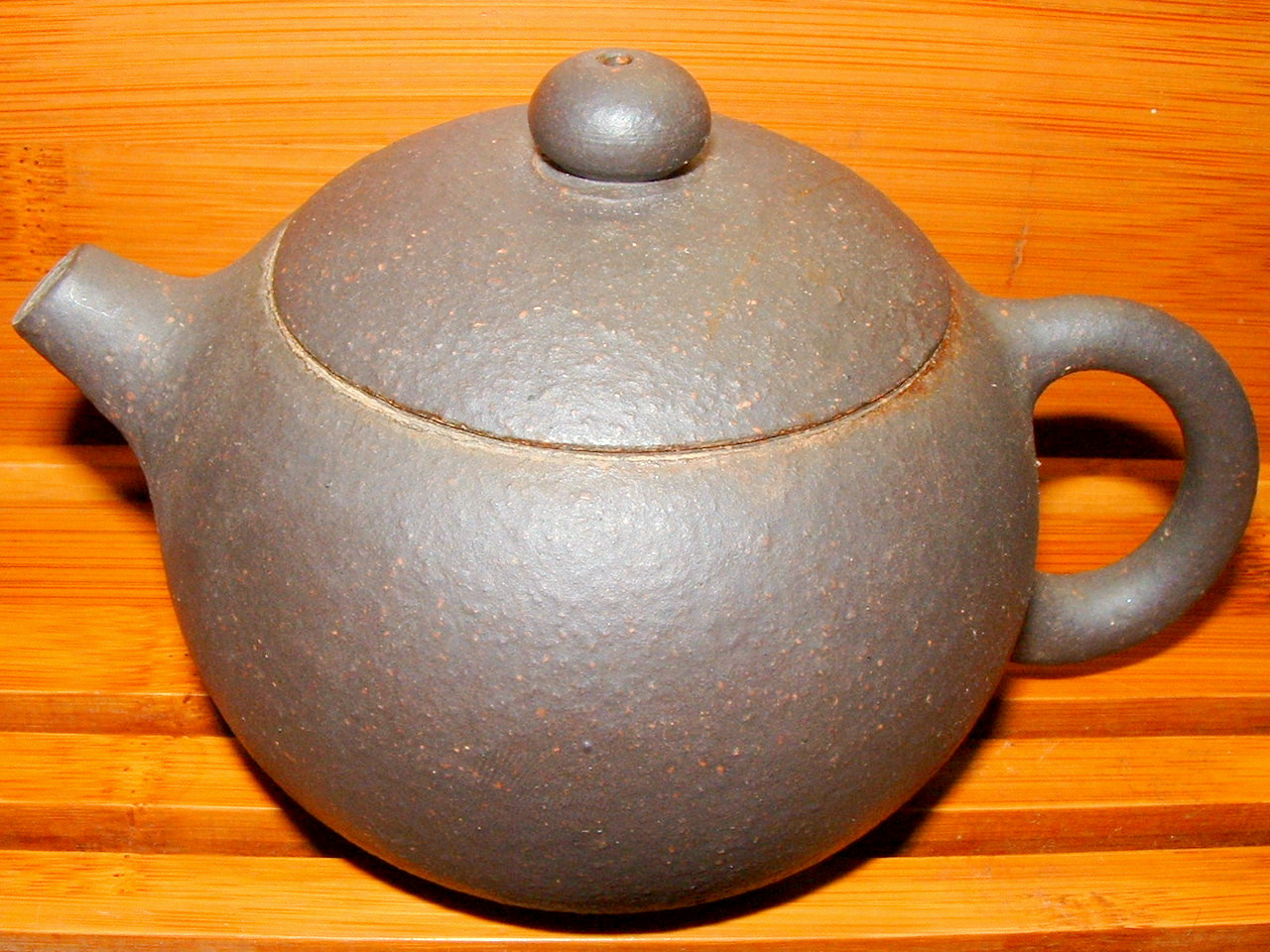
Yixing-Teekanne aus Zǐshā-Tonerde – 紫砂泥 (zǐshāní)

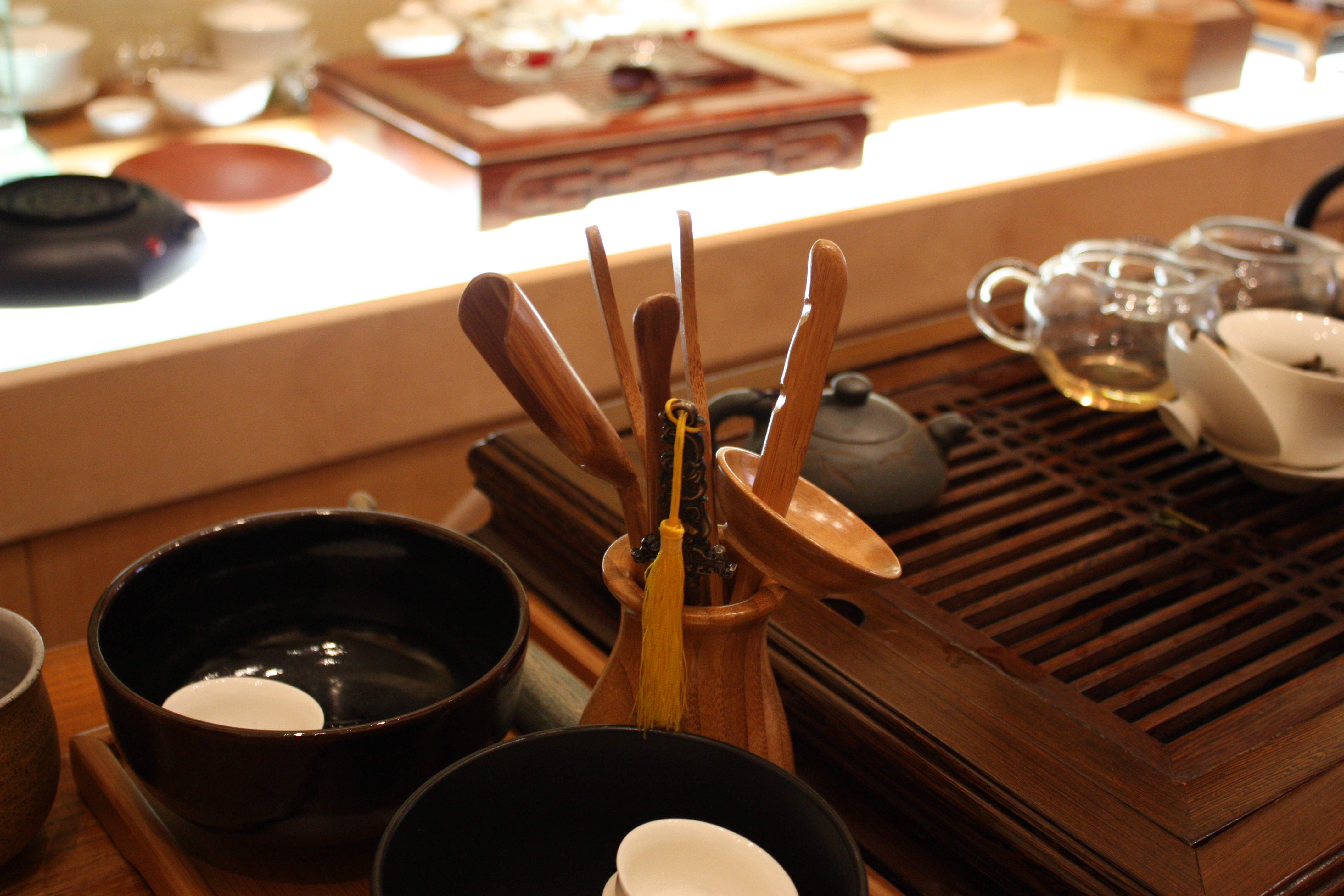
Utensilien zur Teezubereitung im „Gong-fu“-Stil

Eine Yixing-Teekanne (chinesisch 宜興紫砂茶壺 / 宜兴紫砂茶壶, Pinyin Yíxīng zǐshā cháhú, meist kurz 紫砂壺 / 紫砂壶,  zǐshāhú) ist ein aus gebranntem, unglasiertem Ton hergestelltes keramisches Gefäß zum Aufguss von Tee. Diese Teekannen werden traditionell in der Region um die chinesische Stadt Yixing am Westufer des Tai-Hu-Sees im Süden der Provinz Jiangsu im Jangtse-Delta gefertigt. Ihre Verwendung ist seit dem 15. Jahrhundert belegt; seitdem sind sie ein essentieller Bestandteil der chinesischen Teekultur. Sie spielen eine besondere Rolle in der Teezubereitung im „Gong-Fu“-Stil, der sich in der südchinesischen Provinz Fujian sowie in den Gebieten um die Städte Chaozhou und Shantou entwickelt hat, sind aber in ganz China verbreitet. Seit dem 17. Jahrhundert wurden sie unter dem Handelsnamen „Buccaro“ nach Europa exportiert und in den Niederlanden, England und Deutschland auch nachgeahmt. Teekannen aus Yixing inspirierten die ersten in Europa speziell zum Aufguss von Tee hergestellten Gefäße, noch bevor weißes, glasiertes und farbig bemaltes chinesisches Porzellan in Mode kam.

## Geschichte

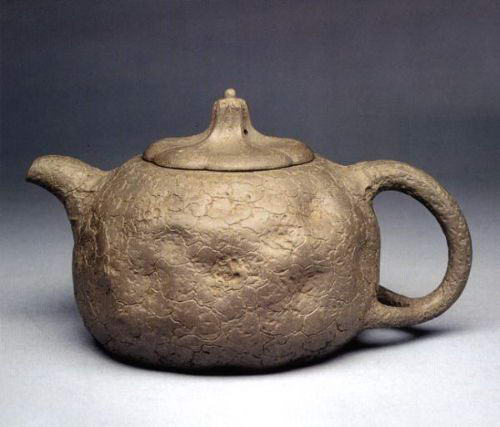
Nachbildung der Gong-Chun-Teekanne von Gu Jingzhou

### Archäologische Funde
In der Region um Yixing wurden bei archäologischen Ausgrabungen Gefäße aus grauer oder roter Keramik in den klassischen Formen des ding, dou und fu gefunden. Gefäße dieser Form sind in China seit der Jungsteinzeit bekannt und waren vor allem in Jiangsu und im unteren Jangtse-Gebiet verbreitet. Daher liegen die Anfänge der Töpferei in Yixing mindestens 3000 Jahre zurück. In anderen Brennöfen wurden Scherben bei hohen Temperaturen gebrannter grün glasierter Tonwaren mit braunen oder grauen Körpern gefunden, die stilistisch in die Zeit der Shang- (18.–11. Jahrhundert v. Chr.) und Zhou-Dynastie (ca. 11.–3. Jahrhundert v. Chr.) eingeordnet werden. Eine dritte Gruppe von braunem oder grauem Steinzeug, unglasiert oder mit grüner Glasur, die in Qinglongshan, Junshan und Chuanbu gefunden wurden, werden zeitlich der Han-Dynastie (206 v. Chr. – 220 n. Chr.) zugeordnet. Qinglongshan und Junshan wurden im 16. Jahrhundert von Autoren der Ming-Zeit als die Orte bezeichnet, an denen Zisha-Ware hergestellt wurde. Zur Zeit der Wei (220–265) und Jin (265–420) wurden in der Region überwiegend Gebrauchsgegenstände hergestellt. Während der Zeit der Fünf Reiche (907–960) scheint die Produktion aus unbekannten Gründen zum Erliegen gekommen zu sein. Zisha-Gefäße tauchen wieder in Brennöfen auf, die in Zhenjiang und Yangjiaoshan in der Nähe von Yixing freigelegt und die Zeit der Song-Dynastie (960–1270) datiert wurden.
Einige erhaltene Teekannen aus dem 16. und 17. Jahrhundert weisen schon die Formen auf, die bis heute in den Manufakturen der Region produziert werden. Hierzu zählen ein Fund aus dem Grab des Eunuchen Wu Jing (gest. 1533) in der Nähe von Nanjing, sowie eine Teekanne aus einem Grab in Jiangdou, Provinz Jiangsu, das auf 1633 datiert wurde.
2004–2005 wurde unter Wasser an der Westküste Malaysias vor Terengganu ein auf das Jahr 1625 datiertes Wrack eines portugiesischen Handelsschiffs erforscht. In der Ladung des von seinem Entdecker Sten Sjöstrand „Wanli“ genannten Schiffs (nach dem zu dieser Zeit regierenden Mingkaiser Wanli, 1563–1620) wurden neben größeren Mengen chinesischen Exportporzellans einige Fragmente roten Steinguts gefunden. In einem weiteren, 2004 in der Donggu-Bucht vor der Dongshan-Inselgruppe entdeckten Schiffswrack aus der späten Ming-Dynastie (datiert auf 1675) fanden Meeresarchäologen des Chinesischen Nationalmuseums eine runde Teekanne mit flachem Deckel aus rotem Ton. 1991 wurde die Ladung der Ooosterland, eines Handelsschiffs der Niederländischen Ostindien-Kompanie, das 1697 in der Tafelbucht vor Kapstadt gesunken war, erforscht. Gefunden wurden unter anderem sechs vollständige Zisha-Teekannen. Diese trugen Stempelsiegel, die auch im chinesischen Binnenmarkt aus dieser Zeit bekannt sind, das aufmodellierte Dekor einiger Kannen erweist diese als Auftragsware für den europäischen Markt. Die Ladung der im Januar 1752 gesunkenen Geldermalsen, ebenfalls ein Handelsschiff der Niederländischen Ostindien-Kompanie, enthielt mehr als 150.000 Stück blauweißes Exportporzellan, 125 Goldbarren und zehn Yixing-Teekannen. 1999 wurde vor der Nordküste Javas das Wrack der im Januar 1822 gesunkenen Tek Sing entdeckt, das neben zehntausenden Porzellanstücken auch 2–300 Zisha-Kannen geladen hatte. Die Ladung war wahrscheinlich für im südostasiatischen Ausland lebende Chinesen bestimmt. Die Ausgräber konnten zehn verschiedene Kannenformen unterscheiden, die am Boden mit Siegeln mehrerer Töpfer gestempelt waren. 2001 wurde vor Johor das Desaru-Wrack entdeckt, dessen Ladung neben ca. 150.000 blauweißen Porzellanlöffeln auch einige hundert Zisha-Kannen enthielt. Die Stücke waren mit den Töpferzeichen von etwa 30 verschiedenen Herstellern gestempelt. Diese Funde zeigen, dass Zisha-Ware aus Yixing schon wenige Jahrzehnte nach ihrem Aufkommen in China selbst weit und in großer Stückzahl und Formenvielfalt gehandelt wurden.

### Kulturgeschichte
Die Entstehungsgeschichte der Teekannen aus Yixing ist verbunden mit der während der späten Yuan-Zeit (1279–1386) aufkommenden Technik der Teezubereitung durch Übergießen der Teeblätter mit kochend heißem Wasser, die die ältere Technik des Aufschäumens pulverisierten grünen Tees ablöste (siehe Matcha). Diese hat sich in der japanischen Teezeremonie noch heute erhalten. Parallel mit dem Aufkommen der neuen Zubereitungsweise entwickelte sich auch die Herstellung von Teekannen zu einem Kunsthandwerk. Der Legende nach formte Gong Chun (供春), Diener eines Mönchs im Jinsha-Tempel von Yixing, eine Zisha-Teekanne, die heute im Chinesischen Nationalmuseum aufbewahrt wird. In der Form einer flachen Kugel imitiert die unregelmäßige, von verzweigten Rippen durchzogene Oberfläche pflanzliche Vorbilder. Ihren Rang in der chinesischen Kultur verdankt die Zisha-Keramik vor allem der engen Verbindung zwischen Künstlern und Gelehrten während der späten Ming- und Qing-Dynastie und der zentralen Rolle, die Tee in der Kultur dieser Gesellschaftsschicht spielte. Gelehrte und Adlige trafen sich, um beim Teetrinken ihren gehobenen Geschmack und sozialen Status zu demonstrieren.
In der chinesischen Literatur erscheinen Beschreibungen von Yixing-Teekannen erstmals während der späten Mingzeit. Die ersten Yixing-Teekannen wurden in der späten Ming-Dynastie (1368–1644) hergestellt. Die Kunst des Yixing-Steinzeugs entwickelte sich während der Qing-Dynastie (1644–1912) weiter und erreichte ihren Höhepunkt. Berühmte Töpfer wie Shi Dabin und Chen Mingyuan trugen zur Verfeinerung der Techniken und Designs bei. Zhou Gaoqi aus Yangxian verfasste zur Zeit des Kaisers Tianqi (reg. 1620–1627) eine Abhandlung (阳羡茗壶系,  Yáng xian ming hu xi – „Systematische Darstellung der Teekannen aus Yangxian [früherer Name von Yixing]“) über Zisha-Gefäße.
Aus der Ming- (1386–1644) und Qingzeit (1644–1912) sind einzelne Gefäße anhand ihrer in den noch weichen Ton eingestempelten oder eingeritzten Töpfersignaturen und Jahreszahlen datierbar. Da ihre Formen und Gestaltung im Lauf der Zeit fast unverändert beibehalten wurden, ist es oft schwierig, Yixing-Ware korrekt zu datieren.

## Material und Gestaltung

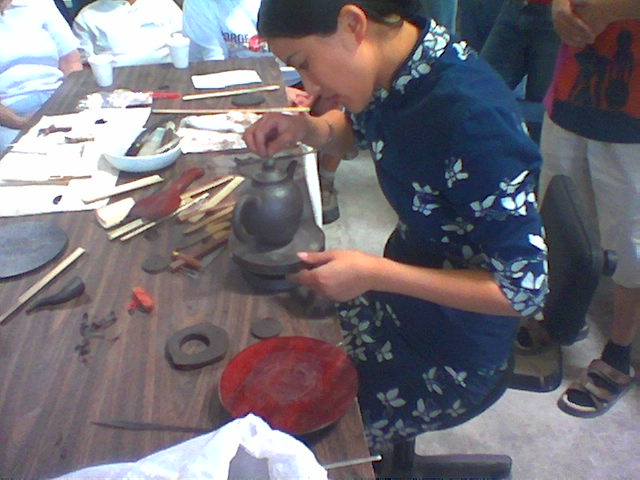
Traditionell werden Yixing-Kannen auf einer Drehscheibe aufgebaut.

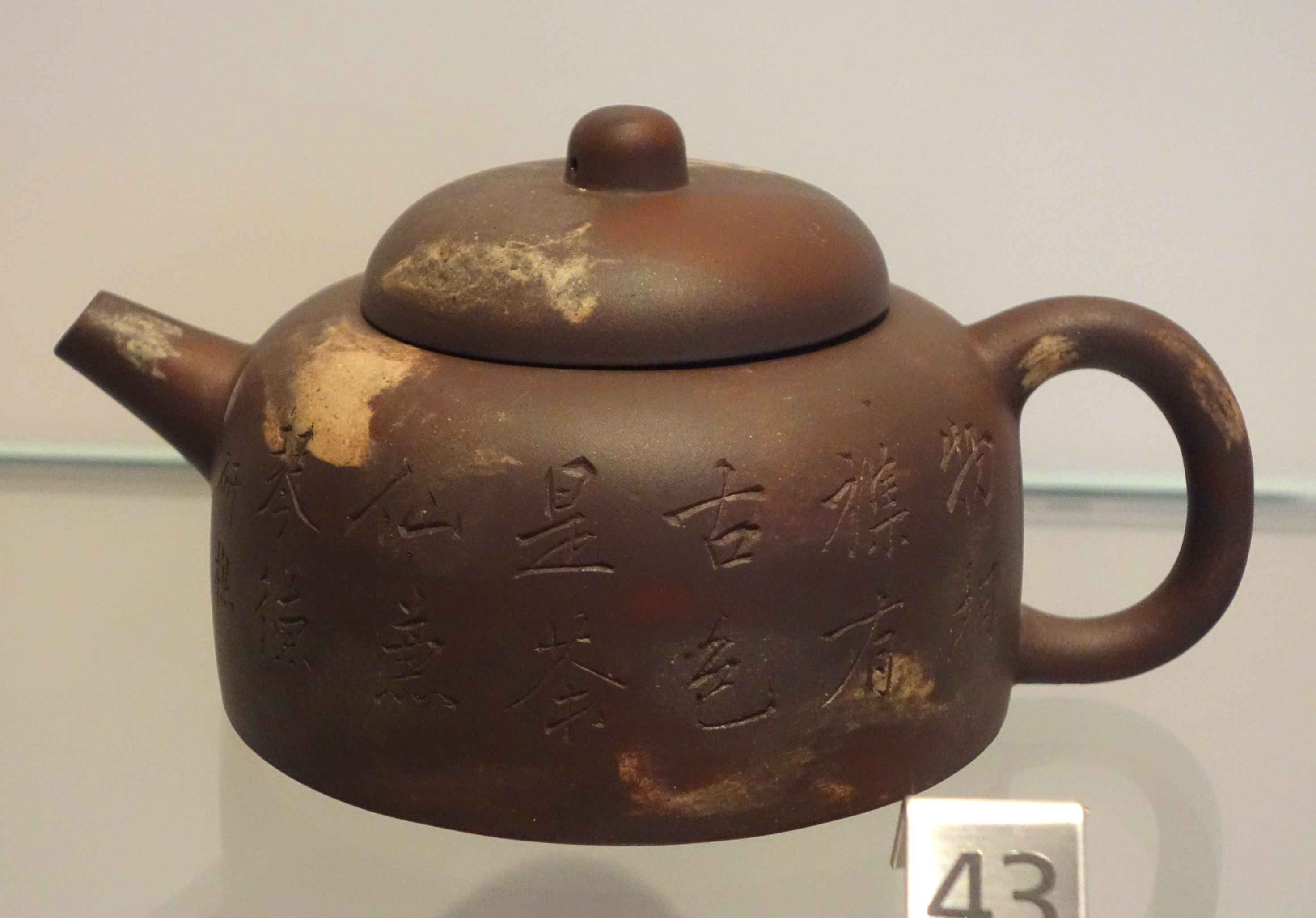
Yixing-Teekanne aus hell- und dunkelbraunem Ton, Qing-Dynastie, ca. 1800–1835

### Gewinnung und Verarbeitung von Zisha-Ton
Der in der Gegend von Yixing vorkommende Ton zeichnet sich durch seine sandige Konsistenz aus. Zisha wird in den Gruben der Huanglongshan- (黄龙山) und Zhaozhungshan-Berge (趙荘山) gewonnen. Die Yixing-Teekannen werden aus einem speziellen Ton, genannt Zisha (紫砂), hergestellt, der in den Dingshu-Gebieten von Yixing abgebaut wird. Es gibt drei Haupttypen von Zisha-Ton: purpurroter Ton (Zini), grüner Ton (Luni), und gelber Ton (Duanni). Die Herstellung umfasst mehrere Schritte, darunter das Kneten, Formen, Schnitzen und Brennen bei hohen Temperaturen. Er besteht aus Kaolin, Quarz und Glimmer mit einem Eisenoxid-Gehalt von 7,4 bis 8,7 %. Das Eisenoxid verleiht dem Ton seine charakteristische violettbraune Färbung. Kaolin verleiht dem Ton seine Fähigkeit, bei hohen Temperaturen gebrannt zu werden, sowie seine Härte. Der Glimmeranteil ist für die charakteristische sandige Beschaffenheit verantwortlich, der Kaolinanteil bewirkt, dass der Scherben trotz der hohen Brenntemperatur (1100–1200 °C) nicht zu Glas verschmilzt, sondern zu etwa 1–2 % porös bleibt.
Der Ton bildet im umliegenden Gestein Gänge und wird in Brocken von etwa 5 bis 20 kg aus Minen gefördert. Das traditionelle Verfahren wurde schon in der Mingzeit von Zhou Gaoqi in seiner Systematischen Darstellung beschrieben: Die Tonbrocken werden zunächst grob zerkleinert und anschließend Jahre bis Jahrzehnte im Freien gelagert. Dabei verwittert der Ton und zerfällt in kleinere Bröckchen. Die Brocken werden zu Pulver zerstampft, das wiederholt gesiebt und schließlich mit Wasser vermischt wird. Die Tonmasse, die je nach Mischung und Verarbeitung unterschiedliche Korngrößen, Struktur und Färbung aufweist, wird in Quader geschnitten und unterirdisch unter Luftabschluss bis zu einem Jahr und länger gelagert. Dieses Verfahren wird yangtu (養土,  yǎngtǔ), ‚die Erde kultivieren‘ genannt. Zur Verwendung werden die Tonquader wiederum mit Wasser befeuchtet, geknetet und mit einem breiten Hammer geschlagen, bis die Masse plastisch und formbar wird. Quarzsand und fein gestoßene gebrannte Scherben werden in unterschiedlichen Anteilen zugegeben. Auf diese Weise schrumpft und verzieht sich der Ton weniger. Diese Technik ermöglicht es, besonders dicht schließende Tondeckel für die Kannen anzufertigen.
Yixing-Teekannen werden nicht auf einer schnell drehenden Töpferscheibe hochgezogen, sondern aus rechteckig zugeschnittenen Tonplatten auf einer drehbaren Scheibe aufgebaut. Eine Reihe von spatel- und paddelförmigen hölzernen Werkzeugen und abgerundeten Modeln wird zur Ausformung rundlicher Kannen verwendet. Dabei stützt eine Hand des Töpfers die Wand des Gefäßes von innen, während die Tonplatte von außen in die gewünschte Form geklopft wird. Runde Formen für Deckel und Boden werden mit Messschiebern passend aus Tonplatten ausgeschnitten. Eckige Kannen werden aus einzelnen Platten zusammengesetzt. Ihre Herstellung erfordert besondere Erfahrung, damit die einzelnen Platten sich beim Brennen nicht verziehen und die Kanne zerstören. Die Oberfläche wird mit Schabern aus Horn geglättet. Dabei werden grobkörnigere Bestandteile des Tons in die Wand hineingedrückt, so dass eine glatte Oberfläche entsteht, die auch ohne Glasur wachsartig glänzt. Henkel, Tülle und Ornamente werden separat geformt und mit Schlicker angesetzt. Die Materialeigenschaften des Yixing-Tons erlauben eine so präzise Ausformung, dass die Deckel der Gefäße sehr dicht schließen. Ein Loch im Deckelknauf erlaubt eine kontrollierte Luftzufuhr, so dass sich das Ausgießen präzise steuern lässt. Schon im späten 17. Jahrhundert wurden für den Export in Massen produzierte Kannen in Hohlformen Modeln gepresst.

### Brennvorgang
Ein in Yangjiaoshan ausgegrabener Brennofen, der nach den im bis zu 10 m dicken Scherbenhaufen erhaltenen Gefäßen zu urteilen von der Songzeit bis etwa ins 19. Jahrhundert in Betrieb war, war etwa 1 m breit, 10 m lang und 2 m hoch. Ein ganz ähnlich gebauter Brennofen in der Nähe wurde nach 1949 erbaut und blieb bis in die späten 1960er Jahre in Betrieb. Die Brennöfen wurden immer in einem Winkel von ca. 23 Grad ansteigend an einem Abhang errichtet, um im Tunnel einen guten Luftzug zu erzeugen. Das Dach besaß ein halbkreis- oder bogenförmiges Dach mit mehreren Öffnungen für das Brennmaterial. Diese Bauweise eines traditionellen chinesischen Brennofens wird als „Drachen-Töpferofen“ bezeichnet. Die Tonwaren wurden über die ganze Länge des Ofentunnels eingestellt, wobei die höchsten Brenntemperaturen in der Tunnelmitte erreicht wurden. Heutige, mit Öl befeuerte Tunnelöfen sind bis zu 100 m lang und 2–3 m hoch. Die einzelnen Gefäße befinden sich in Brennkapseln und werden auf Paletten auf Wagen gestellt, die sich langsam durch den Ofen bewegen. In der Mitte des Ofens werden die höchsten Temperaturen erreicht, anschließend kühlt das Brenngut langsam ab, bis am anderen Ende des Ofens die fertige Ware herausgefahren wird. Während des Brennvorgangs entwickelt der Ton eine charakteristische gelb-, rot- oder dunkelbraune Färbung. Nach der sich ergebenden Farbe des Scherbens werden die einzelnen Tonerde als zishani („Purpursandton“, 紫砂泥), benshan lüni (hellbrauner Ton, 本山绿泥) oder zhushani („Zinnobersandton“, 朱砂泥) bezeichnet. Alternativ finden sich auch die Bezeichnungen zisha („Purpursandton“, 紫砂), hongni (roter Ton, 红泥) und duanni (gelber, grauer und grüner Ton, 段泥). Durch Kombination unterschiedlicher Tonfarben, Beimischung von mineralischen oder pflanzlichen Farbstoffen oder Brennen bei unterschiedlichen Temperaturen können die Farben verändert werden.
Die ursprünglichen Tonminen in Yixing waren in den 1990er Jahren erschöpft und wurden größtenteils geschlossen. Heute wird zur Herstellung von Yixing-Ware überwiegend Ton aus anderen Lagerstätten in Jiangsu und Anhui verwendet. Alte, gut gelagerte und noch brauchbare Tonblöcke werden gelegentlich auf Auktionen gehandelt. Meist werden heute maschinell in Extrudern vorbereitete Tone von feiner und grober Textur gemischt, um die erwünschte „samtige“ Oberfläche zu erzielen. Die fertige Tonmasse wird wiederum in gebrauchsfertige Blöcke von 35 bis 40 cm Länge geschnitten. Die weitere Verarbeitung erfolgt, wie seit 500 Jahren, von Hand, günstigere Stücke werden im Schlickerguss-Verfahren in Masse produziert.

### Gestaltung
Die Eigenschaften des Materials erlauben die Gestaltung ungewöhnlicher Formen und Texturen. Die Flächen werden mit eingeschnittenem, gestempeltem oder gesondert aufgetragenem Dekor verziert. Häufig finden sich aus der Natur abgeleitete Formen wie Bambus, Abschnitte eines Baumstamms mit Blättern, Nüsse, Früchte, oder Kopien archaischer chinesischer Bronzen. Gelegentlich ist Yixing-Ware auch mit Überglasur-Emaille verziert, deren Farbpalette hellblau und die Farben der Famille rose umfasst.
Der Töpfer Shi Dabin (時大彬 / 时大彬,  Shí Dàbīn), der zur Zeit des Mingkaisers Wanli (1563–1620) und des ersten Qingkaisers Shunzhi (1638–1661) lebte, entwickelte die Technik des Aufbaus aus einer flachgeklopften Tonplatte, die zu einer Röhre gefügt und mittels hölzerner Modellierwerkzeuge in runde Formen gebracht, oder zerschnitten und zu vier- oder sechseckigen Kannen zusammengefügt wurden. Zu dieser Zeit kam der Brauch auf, in den Boden des lederhart getrockneten Gefäßes die Signatur des Töpfers oder ein Datum einzuritzen. Seit der 2. Hälfte des 17. Jahrhunderts sind auch eingeritzte Kalligrafien auf den Wänden bekannt. Gegen Ende des 17. Jahrhunderts entwickelte sich die Verzierung mit frei ausgeformten oder in Modeln gedrückten Ornamenten, meist Pflanzenranken. Eine Gruppe von vier Yixing-Teekannen im Palastmuseum von Beijing ist mit eigenhändigen Kalligrafien und den Siegeln des Kaisers Qianlong (1711–1799) verziert. Im 18. Jahrhundert kam die Technik der Emaildekoration auf: Im Nationalen Palastmuseum von Taipeh werden drei Yixing-Kannen aus der Zeit des Kaisers Kangxi (1662–1722) aufbewahrt, die in den Farben der Famille rose emailliert wurden. Ebenfalls seit dem 18. Jahrhundert sind einzelne Gefäße bekannt, die nach dem Brennen mit Lack oder Metall überzogen wurden, dessen Oberfläche wiederum dekoriert werden konnte. Im 19. Jahrhundert traten pflanzliche Dekore (Bambusstängel, Blüten), Personen und szenische Darstellungen hinzu. Diese Gefäße waren überwiegend für den Export bestimmt, aber auch im Land selbst in Gebrauch.
Während der Regierungszeit der Kaiser Jiaqing (reg. 1796–1820) und Daoguang (reg. 1820–1850) arbeitete der Regierungsbeamte Chen Mansheng eng mit Meistertöpfern wie Chen Ming Yuan und Zhao Da Heng sowie einer großen Gruppe von Gelehrten zusammen. Gemeinsam entwarfen sie 18 klassische Formen für Yixing-Kannen, auf die sich auch heutige Töpfer in ihren Entwürfen beziehen. Sie verbanden Töpferei, Dichtung, Kalligrafie und das Siegelschneiden und erhoben so die Herstellung von Yixing-Teekannen zu einer Kunst.
| Einige der klassischen Kannenformen nach Shen Mansheng | Einige der klassischen Kannenformen nach Shen Mansheng | Einige der klassischen Kannenformen nach Shen Mansheng | Einige der klassischen Kannenformen nach Shen Mansheng |
| ------------------------------------------------------ | ------------------------------------------------------ | ------------------------------------------------------ | ------------------------------------------------------ |
| Halbmond                                               | Quadrat                                                | Hoher Brunnenrand                                      | Säulenbasis                                            |
| Flaschenkürbis                                         | Steinkürbis                                            | Nagelkopf                                              | Gemeinsames Glück                                      |

Die künstlerische Gestaltung einer Yixing-Teekanne muss mehreren Ansprüchen genügen: Die Form muss der Funktion entsprechen; die Tülle muss ein gutes Ausgießen möglich machen; der Griff muss gut anzufassen und zu halten sein, und der Deckel muss eng anschließen. Größe, Schwerpunkt und Balance der Kanne sollen angemessen sein, die Tülle soll geradeaus zeigen und in einer Linie mit Knauf und Griff verlaufen. Die Öffnung der Tülle darf nicht höher sein als der Griff und der Knauf des Deckels soll im Zentrum des Gefäßes liegen. Gu Jingzhou schrieb:

„Im Entwurf einer guten Teekanne steht der Gebrauchswert immer im Konflikt mit dem ästhetischen Wert. Zwischen diesen Gegensätzen müssen die Töpfer eine Wahl treffen und in der Schöpfung ihres Kunstwerks ein harmonisches Gleichgewicht finden.“

Wu (2015) unterscheidet drei grundlegende Gestaltungskategorien:
1. Einfache Kannen in minimalistischer Form, mit glatten Oberflächen und guter Balance. Kannen dieser Art wurden in der Mingzeit von Shi Dabing, in der Qingzeit von Shao Dahen und Huang Yuling gestaltet. Ein zeitgenössischer Künstler, der diese Formen bevorzugte, war Gu Jingzhou.
2. Kannen mit naturalistischem Dekor, Früchte, Tiere, Pflanzen. Solche Kannen wurden von Künstlern wie Gong Chun, Chen Mingyuan, Zhu Kexin, Pei Shiming, Wu Yungen und Jiang Rong gestaltet.
3. Kürbisförmige Kannen, die in mehrere gleich große Teile gegliedert sind. Diese Gestaltung in klaren, weichen Linien stellt besondere Ansprüche an den Töpfer, um einen dichten Schluss des Deckels zu erzielen.

## Besondere Eigenschaften
Traditionell werden Yixing-Kannen zum Aufguss von Oolong- und Pu-Erh-Tee verwendet. Dabei übt einerseits der Tee einen Einfluss auf die Kanne aus: Lipophile Inhaltsstoffe des Aufgusses wie Palmitin- und Stearinsäure lagern sich mit der Zeit auf dem porösen Ton ab und erzeugen einen wasserfesten Film in und auf der Kanne, die während des Aufgusses im Gong-Fu-Stil wiederholt mit Tee übergossen wird. Durch Polieren mit einem Tuch erhält die anfänglich stumpfe Oberfläche von Yixing-Teekannen mit der Zeit eine glänzende Patina.
Andererseits hat auch das Material der Kanne Einfluss auf den in ihr zubereiteten Tee: Nach einer taiwanesischen Studie von 2018 wurden in Teeaufgüssen aus Yixing-Teekannen (Zisha und Zhuni-Ton) höhere Messwerte für Catechine (Bitterstoffe) und ein geringerer Koffein-, Kalium- und Mineralgehalt nachgewiesen als in Aufgüssen des gleichen Tees in Porzellan-, Glas-, Edelstahl- oder Plastikkannen. Vor der ersten Nutzung wird empfohlen, die Teekanne mit heißem Wasser auszuspülen und dann mit dem Tee zu 'saisonieren', um die Poren des Tons zu öffnen und den Geschmack zu verbessern. Nach jedem Gebrauch sollte die Teekanne nur mit klarem Wasser gereinigt und gründlich getrocknet werden.

## Export nach Europa, Einfluss auf die europäische Keramik

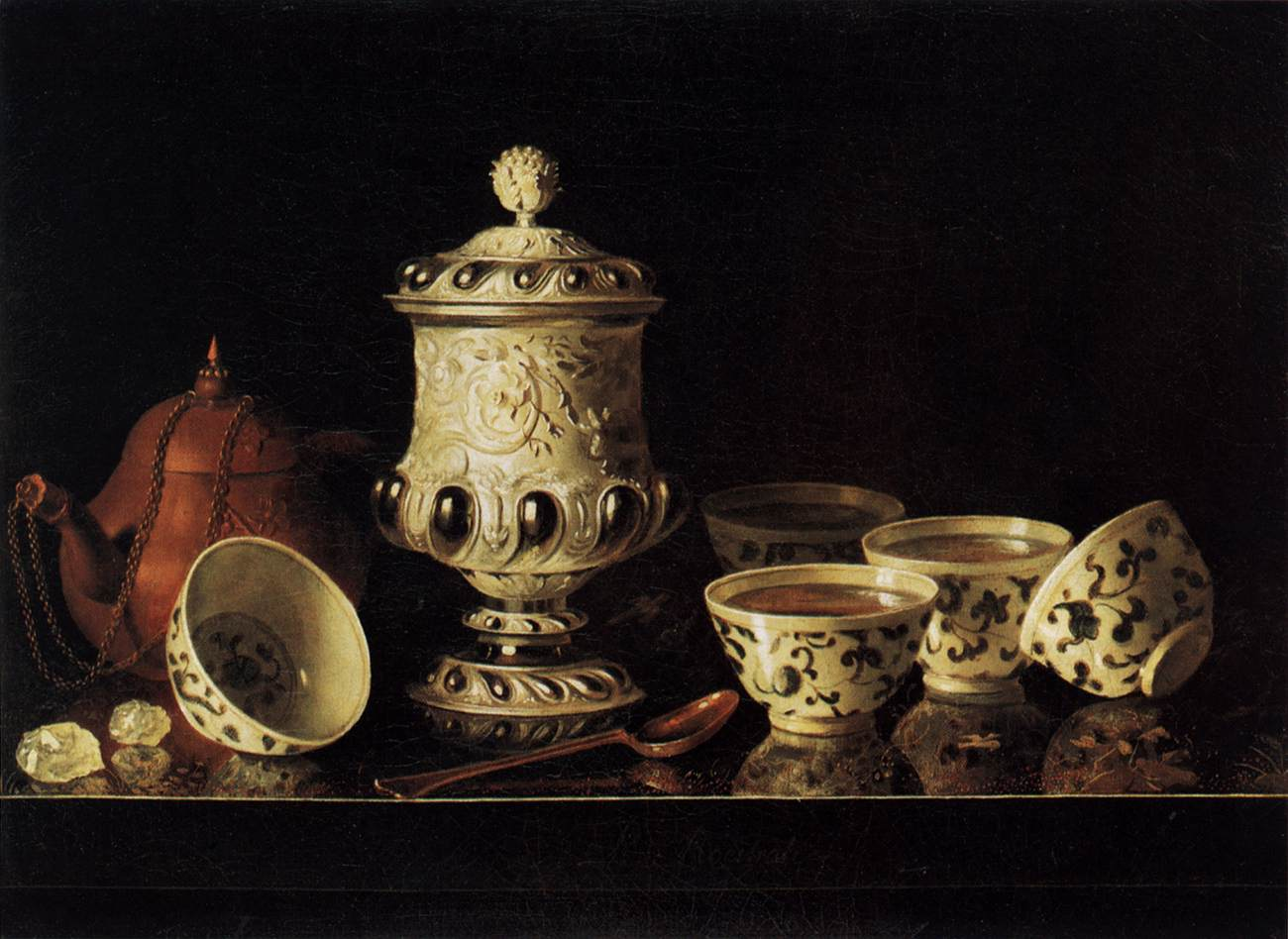
Pieter Gerritsz van Roestraeten: Stillleben mit chinesischen Teeschalen; eines der frühesten bekannten europäischen Gemälde mit einer Yixing-Teekanne.

Tee wurde seit dem frühen 17. Jahrhundert nach Europa exportiert; 1626 bestellte die Niederländische Ostindien-Kompanie erstmals Teeschalen in China, 1639 auch Teekannen nach eigens hierfür nach China geschickten Holzmodellen. 1620 wird in einer Inventarliste eines portugiesischen Händlers aus Macao eine Teekanne erwähnt. Die Ladung eines 1643 im südchinesischen Meer gesunkenen Schiffs enthielt etwa 23.000 Gegenstände aus Porzellan, darunter 255 Teekannen. Die ersten in Europa erhaltenen Yixing-Teekannen stammen aus dem späten 17. Jahrhundert. Eine Yixing-Kanne aus rotem Ton erscheint auf mehreren Gemälden von Pieter Gerritsz van Roestraeten (1627–1698). Gegen Ende der 1670er Jahre begannen niederländische Keramiker wie Arij de Milde in Delft, John und David Elers in Staffordshire, England, und zu Beginn des 18. Jahrhunderts Johann Friedrich Böttger in Meissen, Teekannen nach den Vorbildern aus Yixing herzustellen. Das rote Porzellan aus Meissen ist als Jaspisporzellan oder Böttgersteinzeug bekannt. Im Unterschied zur chinesischen Technik wurden europäische Teekannen im Schlickerguss-Verfahren hergestellt. Noch heute inspirieren die Vorbilder aus Yixing das Schaffen westlicher Keramiker.

## Im modernen China

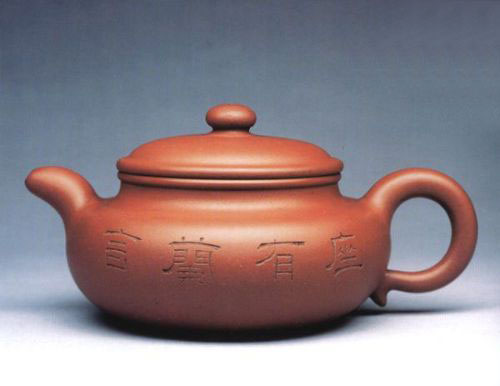
Teekanne von Gu Jingzhou

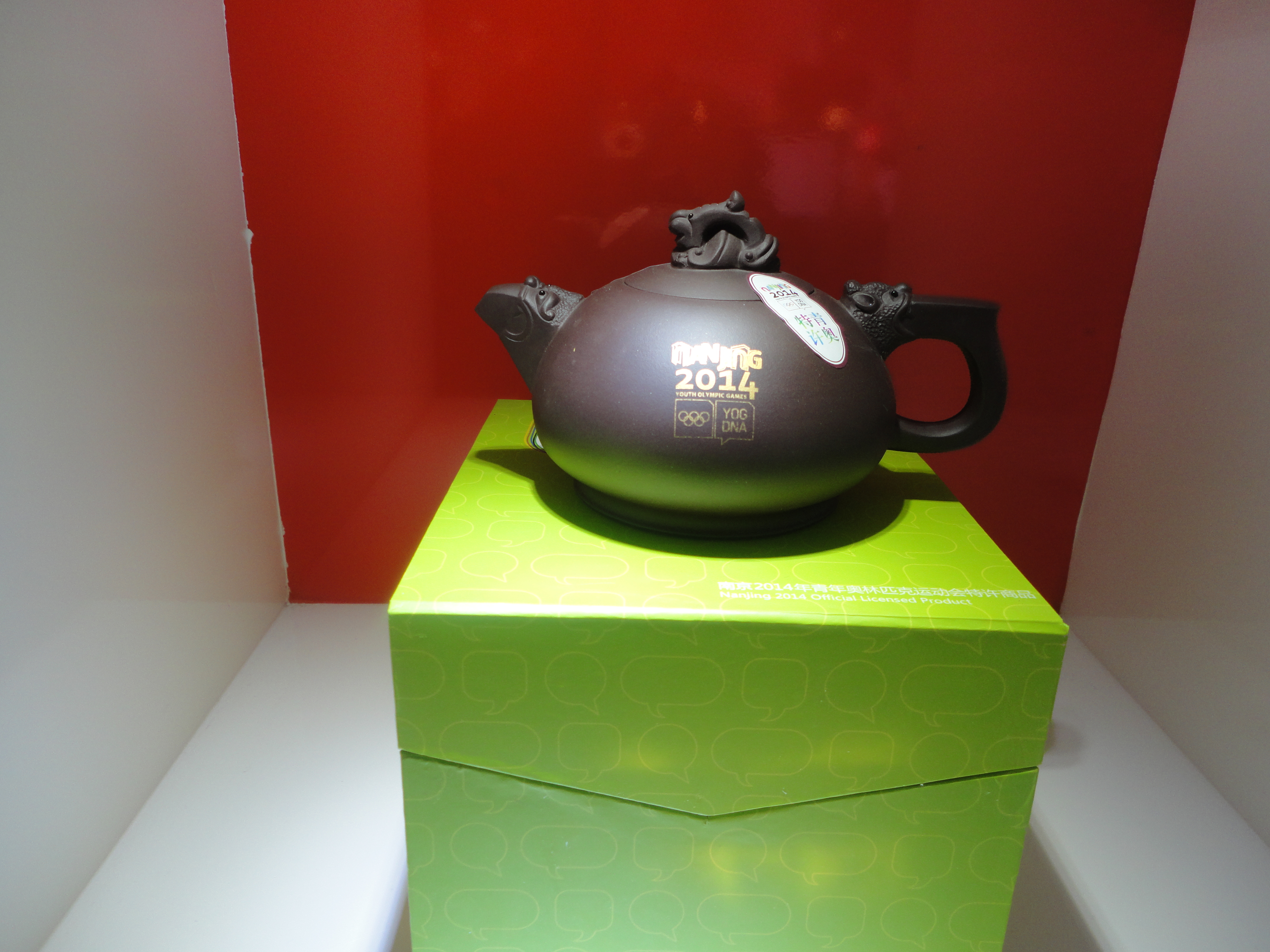
Zisha-Teekanne – zu den Olympischen Jugend-Sommerspielen 2014

Während und nach der chinesischen Kulturrevolution war die Produktion traditioneller Zisha-Ware stark zurückgegangen. Von 1950 bis in die 1980er Jahre wurde Yixing-Keramik nur in den staatlich kontrollierten Fabriken der Yixing Ceramics Company und der Yixing Purple Clay Company hergestellt und über diese auch gehandelt. Künstler wie Jiang Rong (1919–2008), Gu Jingzhou und Zhu Kexin (1904–1986) wurden als „Klassenfeinde“ und „Konterrevolutionäre“ denunziert und durften ihrer Arbeit nicht mehr nachgehen, Wu Yungen (1892–1969) beging nach einer öffentlichen Demütigung Selbstmord. Die Fabriken in Yixing produzierten in dieser Zeit Gegenstände für die „revolutionären Massen“, die beispielsweise mit Aussprüchen von Mao Zedong dekoriert waren. In den 1960er und 1970er Jahren wurde Yixing-Steingut nur begrenzt über die Arts & Crafts Import & Export Company der Provinz Jiangsu ins Ausland exportiert.
Am 2. September 1979 veröffentlichte die Parteizeitung Renmin Ribao einen Artikel unter dem Titel „Yixing Ceramics Exhibition Opens in the Forbidden City.“ Diese Ausstellung – bei der Yixing-Kannen zu hohen Preisen an ausländische Sammler verkauft wurden – leitete die politische Rehabilitation und Wiederbelebung des traditionellen Handwerks ein. Ren Ganting, Zhu Kexin, Pei Shimin, Wu Yungen, Wang Yinchun, Gu Jingzhou und Jiang Rong (in den 1950er und 1960er Jahren die einzige Meistertöpferin in Yixing) wurden offiziell rehabilitiert. Sie erhielten den Titel „Alte Zisha-Meister“ und durften wieder junge Künstler ausbilden. Im Zuge der Reformen Deng Xiaopings wurden während der Kulturrevolution als „veraltet“ angesehene chinesische Traditionen wiederbelebt und in den Dienst der neuen politischen und wirtschaftlichen Ziele gestellt. Die Herstellung und Verwendung von Yixing-Keramik galt nicht mehr als Merkmal der „Ausbeuterklasse“, sondern wurde von der chinesischen Regierung als Teil der kulturellen Verkörperung eines „Sozialismus chinesischer Prägung“ propagiert. Seit den 1980er Jahren wird Zisha-Keramik wieder in privatisierten ehemaligen staatlichen sowie privatwirtschaftlich organisierten Fabriken hergestellt. 1979 exportierte die Yixing Purple Clay Company erstmals direkt Waren ins Ausland, an den Hongkonger Händler und Sammler Kuei-hsiang Lo. Los Buch The stonewares of Yixing: From the Ming period to the present day (1986) ist die erste in englischer Sprache veröffentlichte umfassende Abhandlung über die Geschichte der Yixing-Töpferei. 2002 produzierten die meisten Keramiker in Yixing wieder selbständig, und die Yixing Purple Clay Company wurde privatisiert.
In den 1990er Jahren fand Yixing-Ware die Aufmerksamkeit von Sammlern aus Hongkong, Taiwan und Südostasien, seit den späten 1990er Jahren zunehmend auch im neu aufkommenden chinesischen Binnenmarkt. Antike Yixing-Teekannen werden seit 2011 in speziellen Auktionen angeboten. Dabei erzielen sowohl antike Kannen als auch handgefertigte Einzelstücke bekannter zeitgenössischer Künstler auf spezialisierten Auktionen hohe Preise. Einige der von den sieben „Alten Zisha-Meistern“ ausgebildeten Keramiker sind heute selbst hoch ausgezeichnete Künstler. Zu diesen zählt die Töpferin Wang Yinxian (* 1943), die für ihre naturalistisch gestalteten Teekannen in klassischer Tradition bekannt ist, und der Töpfer He Daohong (* 1943), der eigene, innovative Formen gestaltet.
Die keramische Industrie in Yixing trägt bedeutend zum Wirtschaftsaufkommen der Provinz bei. 2013 waren nach offiziellen Statistiken der Verwaltung von Yixing über 5000 professionelle Künstler in dieser Sparte tätig. Auch der örtliche Tourismus zieht Besucher an, was sich wiederum günstig auf die örtliche Infrastruktur auswirkt. 1983 wurde das Yixing-Keramikmuseum eröffnet. Der jährliche Ertrag der lokalen Tourismus-Industrie stieg von 9,456 Milliarden RMB im Jahr 2010 auf 12,044 Milliarden RMB im Jahr 2011.